# Saint-Marcel (Aveyron)
Pour les articles homonymes, voir Saint-Marcel.
Saint-Marcel est une ancienne commune de l'Aveyron. 
Les communes de Conques, Saint-Marcel et Montignac ont été réunies en une seule qui a pris le nom de Conques le 4 avril 1834. 

## Géographie

### Situation
Le village de Saint-Marcel est situé à 4,5 km du bourg de Conques par la route, mais seulement à 3 km à vol d'oiseau.
Le bourg du village est composé d'une dizaine de maisons ainsi que d'une église où s'arrêtent les pèlerins en marche vers Saint-Jacques-de-Compostelle.

### Hydrographie
Les terres de la Commune sont arrosées par le Bourrious et l'Ouche.

### Lieux-dits et hameaux
Liste des anciens hameaux, quelques fois de simples fermes, formant autrefois de la commune de Saint Marcel:
Assets, Boerie ou Boerie de Ladrech, Brousse (La), Calvinhac, Guillebastres, Ladrech, Loubatières Haut, Mansonerie (La), Peyssonnets, Pressoires, Reyronie (La), Roussy, Saint Marcel, Souquayrie (La), Teyssonies.

## Histoire
Saint Marcel est le patron des palefreniers.

## Patrimoine religieux

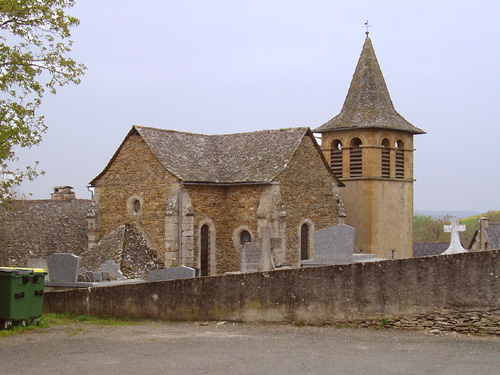
Église Saint-Marcel.

Une première église fut reconstruite en 1561. 
Seule l'ancienne chapelle Notre-Dame fut conservée lors de la construction du nouvel édifice. Le clocher inachevé abritait deux cloches. Après la Révolution l'église était devenue vétuste et le conseil de Fabrique décida en 1851 de reconstruire le clocher. En 1867 devant l'étroitesse de l’édifice, on pensa agrandir l'église. Mais une reconstruction complète sembla plus judicieuse et, en 1873, le chantier fut lancé. Le 15 avril l'église fut bénie par le curé de Sénergues. Divers aménagements ont été faits en fonction de généreux donateurs et ceci jusqu'en 1906.

## Associations
Saint-Marcel est animé par l'association "Les amis de Saint-Marcel" qui organise tous les ans un concours de belote, en janvier la veille de la St Marcel, et un repas champêtre, en juillet, avec du sanglier cuit au feu de bois. 